# SN 1988Q
SN 1988Q – supernowa typu II odkryta 5 lipca 1988 roku w galaktyce A163320+3448. W momencie odkrycia miała maksymalną jasność 18,00m.